# Óscar Velado
Óscar Velado Blasco (n. 1978) és un actor basc.

## Biografia
Óscar Velado va néixer el 1978 al País Basc. Va estudiar interpretació a l'estudi de Juan Carlos Corazza. Va completar la seva formació amb un Seminari per a Professionals (organitzat pel mateix Corazza), cursos de veu (Lidia Navarro), moviment expressiu (Bettina Weismann), Tècnica Actoral (Manuel Morón i Lorena García), Interpretació cinematogràfica (Ramón Barea) i un Taller de Moviment Actoral a càrrec d'Antonio del Olmo.
En teatre es va posar als ordes de Pilar Ulibarri (Calígula), Carmen San Andrés (Después de la lluvia), Ramón Ballesteros (Arcángeles Beleneros) i Joaquín Perles (Sed).
Va iniciar els seus passos en el món del curtmetratge, intervenint en els curts Historia del MK (Joseba Vázquez), Dinero sucio, Una vez oí su nombre (Pablo Murguía).
A televisió va debutar en la sèrie Periodistas, a la que va seguir un paper a Javier ya no vive sólo. El 2003 va superar el càsting de Cares Noves, convertint-se en aquesta manera en un dels actors representats per l'agència Kuranda. Entre els primers papers audiovisuals que va aconseguir gràcies a aquesta van figurar sengles papers de repartiment en les sèries Fuera de control i Al filo de la ley.
El 2005 interpretà al teatre Cuestión de poder, d'Elaine May, i que constava de tres fragments: Como los peces, Línea de Esperanza i Dentro y fuera de la luz. En el segon Óscar Velado va incorporar a Daniel, un home que treballa en una línia telefònica per a suïcides que intenta salvar a una prostituta que li responsabilitza de la seva imminent mort. En el segon l'actor va encarnar a Jaime, el fill homosexual d'un metge que renunciava a acabar la seva carrera d'odontologia.
Aquest mateix any va intervenir en el curtmetratge Alba, sobre una dona que sofreix un accident el mateix dia que planejava el seu suïcidi. En televisió grava un episodi per a la sèrie Mujeres, en el qual va interpretar a un jove que s'assabenta que el seu millor amic (Willy: Oriol Vila) ha quedat paraplègic. A aquest treball se sumaria una intervenció en la sèrie Génesis, en la mente del asesino, on es va posar en la pell de Javier, el major de tres orfes que s'ha de responsabilitzar dels seus germans i que descobreix que un d'ells (Guillermo: Raúl Arévalo) maltractava a l'altre.
El 2006, al costat de Violeta Pérez, encapçala el cartell de Compartiendo a Benedetti, un espectacle que combina teatre i música. Uns mesos després sumava la seva signatura a la de sis mil persones que s'oposaven a la compra del Teatro Albéniz a càrrec del grup Monteverde. Aquell mateix any va fitxar per la segona temporada d' Amar en tiempos revueltos, en la qual va donar vida a Fermín Gálvez, un fotògraf que té una botiga amb la seva germana Sole (Ana Villa), i que aconsegueix uns diners extres treballant amb el periodista Marcos de la Cru< (Manu Fullola); l'arrest del qual li fa oblidar-se de la seva pròpia covardia per a alliberar-ho, enfrontant-se a autèntics hampons les accions dels quals li acaben provocant un infart mortal que sumi en la tristesa a Sole i el seu amic Marcelino (Manuel Baqueiro).

## Formació
- Interpretació en l'estudi de Juan Carlos Corazza.[4]
- Seminari per a professionals en l'estudi de Juan Carlos Corazza.
- Veu amb Lidia Navarro.
- Moviment escènic amb Bettiana Wiesman.
- Tècnica actoral amb Manuel Morón i Lorena García
- Interpretación cinematogràfica amb Ramón Barea.
- Taller de moviment autèntic amb Antonio del Olmo.

## Curtmetratges
- Una vez oí tu nombre
- Historia del MK
- Dinero sucio
- Alba (2005)

## Teatre
- Calígula
- Después de la lluvia
- Arcángeles Beleneros
- Sed
- Cuestión de poder (2005)
- Compartiendo a Benedetti (2006)

## Televisió
- Periodistas
- Al filo de la ley (2003)
- Fuera de control (2005)
- Génesis: En la mente del asesino (2005)
- Mujeres (2006)
- Amar en tiempos revueltos (2006/7)